# 青岛街道
青岛街道，是中华人民共和国吉林省吉林市船营区下辖的一个乡镇级行政单位。

## 行政区划
青岛街道下辖以下地区：
庆丰社区、牛马行社区、北大社区和和龙社区。